# Canaan (Trinidad und Tobago)
Canaan ist ein Ort im Südwesten der zur Trinidad und Tobago gehörenden Insel Tobago in der Region Western Tobago.

## Lage
Canaan liegt etwa zwei Kilometer östlich von Crown Point und nahe dem A. N. R. Robinson International Airport. Der nächste Fährhafen ist der der 8 km östlich gelegenen Inselhauptstadt Scarborough.

## Geschichte
Über Gründung und Geschichte des Ortes ist wenig bekannt. Eine Karte von Tobago aus dem Jahr 1900 weist für das Gebiet des heutigen Canaan nur Plantagen aus, unter anderem die Plantagen Golden Grove und Shirvan. Eine Karte aus dem Jahr 1910 weist bereits einen Ort namens Canaan aus. 1935 verfügte der Ort offenbar bereits über ein kulturelles Leben, denn in diesem Jahr gründete sich der Canaan Literary and Debating Club mit zunächst 22 Mitgliedern.

## Wirtschaft und Verkehr
Wichtigster Wirtschaftszweig ist der Tourismus in Form von Ferienhäusern und Apartments. Entlang der Milford Road, einer Verlängerung des von Scarborough kommenden Claude Noel Highway in Richtung Flughafen, haben sich Gastronomie, Handel und Kleingewerbe angesiedelt. Im Ort und in der näheren Umgebung gibt es mehrere historische Zuckermühlen, die meist als Hotel oder Restaurant ausgebaut sind. Das Wohngebiet südlich der Milford Road ist von Erweiterungsarbeiten des Flughafens betroffen; Grundbesitzer und illegale Siedler wurden im Vorfeld der im November 2019 beginnenden Ausbauarbeiten enteignet.

## Einrichtungen
Der Ort verfügt mit dem Canaan Health Center über eine Krankenstation. Trotz der geringen Einwohnerzahl verfügt Canaan über vier christliche Kirchen. Mit dem benachbarten Bon Accord teilt sich der Ort die Grünfläche Canaan/Bon Accord Recreation Ground, die unter anderem als Austragungsort der Spiele der gemeinsamen Cricketmannschaft der beiden Orte dient.

## Persönlichkeiten
- Carl Herrera (* 1966), venezolanischer Basketballspieler
- Dwight Yorke (* 1971), Fußballer
- Valene Maharaj (* 1986), Miss Trinidad and Tobago 2007
- Asha James (* 1999), Fußballerin